# Silje Wergeland
Silje Wergeland (n. 9 de noviembre de 1974 en Bergen, Hordaland, Noruega), es una cantante y compositora noruega de rock. Actualmente es la vocalista de la banda de rock neerlandesa The Gathering.

## Carrera musical

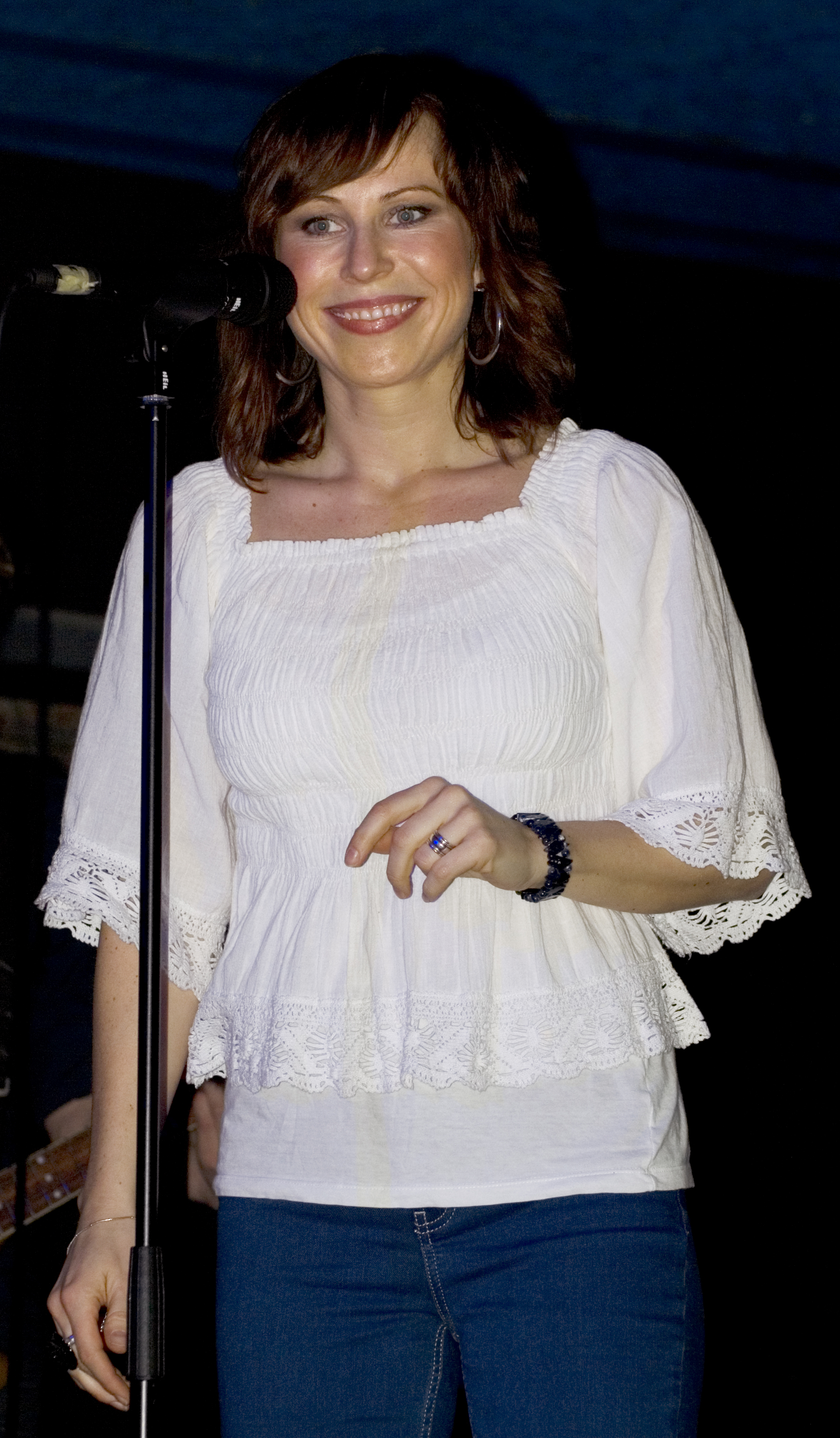
Silje Wergeland, cantante de The Gathering, en Budapest (2010)

Silje Wergeland fue una de las fundadoras del grupo femenino de metal gótico y doom metal Octavia Sperati en el año 2000, donde se mantuvo como cantante y una de las principales compositoras junto a Gyri Losnegaard y Bodil Myklebust, hasta el año 2008.
El 10 de marzo de 2009, se comunicó a través de la página oficial de Octavia Sperati que Wergeland se unió a la reconocida banda holandesa de trip rock The Gathering, en sustitución de la vocalista Anneke van Giersbergen, quien salió para formar su propia banda Agua de Annique.
En mayo de 2009, se lanzó su primer álbum con The Gathering, The West Pole.

## Vida personal
Wergeland vive regularmente en Bergen. Tiene una relación de pareja con Mads Lilletvedt, baterista de la banda de death/thrash metal local Hellish Outcast y Sahg. Ambos son padres de dos niñas, Marie, nacida en agosto de 2012 y Louise, nacida en febrero de 2016.

## Discografía

### Con Octavia Sperati
- Guilty (demo, (2002)
- Winter Enclosure (2005)
- ...and Then the World Froze (single, 2007)
- Grace Submerged (2007)

### Con The Gathering
- The West Pole (2009)
- City from Above (EP, 2009)
- Heroes for Ghosts (Single, 011)
- Meltdown (Single, 2012)
- Disclosure (2012)
- Afterlights (EP, 2012)
- Echoes Keep Growing (Single, 2013)
- Afterwords (2013)